# Augusta, Wisconsin
Augusta este un oraș din comitatul Eau Claire, statul  Wisconsin,  Statele Unite ale Americii. Populația orașului era 1,460 la recensământul din anul 2000 efectuat de United States Census Bureau. Localitatea se găsește integral în limitele orașului Bridge Creek (Town of bridge Creek).

## Geografie
Coordonatele orașului sunt 44°40′47″N 91°7′22″V / 44.67972°N 91.12278°V (44.679656, -91.122664) GR1.
Conform datelor furnizate de aceeași agenție de recensământ, United States Census Bureau, orașul are o suprafață de 5.2 km² (sau 2.0 mi²), în întregime uscat.

## Educație
- Augusta High School este liceu public local.

## Oameni notabili
- Dan Devine, fost antrenor de football american (Green Bay Packers și Notre Dame Fighting Irish), este un nativ al orașului Augusta.
- Lester Johnson, membru al U.S. Representative, a decedat în Augusta.